# Genitoconia
Genitoconia is een geslacht van wormmollusken uit de  familie van de Gymnomeniidae.

## Soorten
- Genitoconia atriolonga Salvini-Plawen, 1967
- Genitoconia mariensis Scheltema, 1998
- Genitoconia rosea Salvini-Plawen, 1967